# Vytautas Reivytis
Reivytis Vytautas (ur. 19 lipca 1901 w Tyrkszle, zm. 1988) – litewski dziennikarz, w latach 1941–1944 dyrektor Departamentu policji ówczesnego państwa litewskiego.

## Życiorys
W 1930 delegowany do Niemiec, po powrocie przez długi czas wykładał w kowieńskiej szkole policji. Później, do 1940 był naczelnikiem kolejowej policji w Kibartach. W 1940 po sowieckiej okupacji Litwy wyjechał do Niemiec. Na początku wojny – dyrektor Departamentu Bezpieczeństwa, a później, od 26 lipca 1941 do 1944 dyrektor Departamentu Policji, a od 15 września 1941 oficer łącznikowy litewskiej policji przy sztabie dowódcy niemieckiej policji porządkowej na Litwie, od września 1941 naczelnik sztabu litewskiej policji powszechnej. Wydawca i redaktor Policiji. 9 stycznia 1943 roku został nagrodzony Krzyżem Zasług Wojskowych z Mieczami II klasy. W 1944 wycofał się do Niemiec. Po wojnie pracował w Niemczech w drugim wydziale angielskiej służby wywiadu. W 1951 przeniósł się do Szkocji.